# Inre Ringvägen

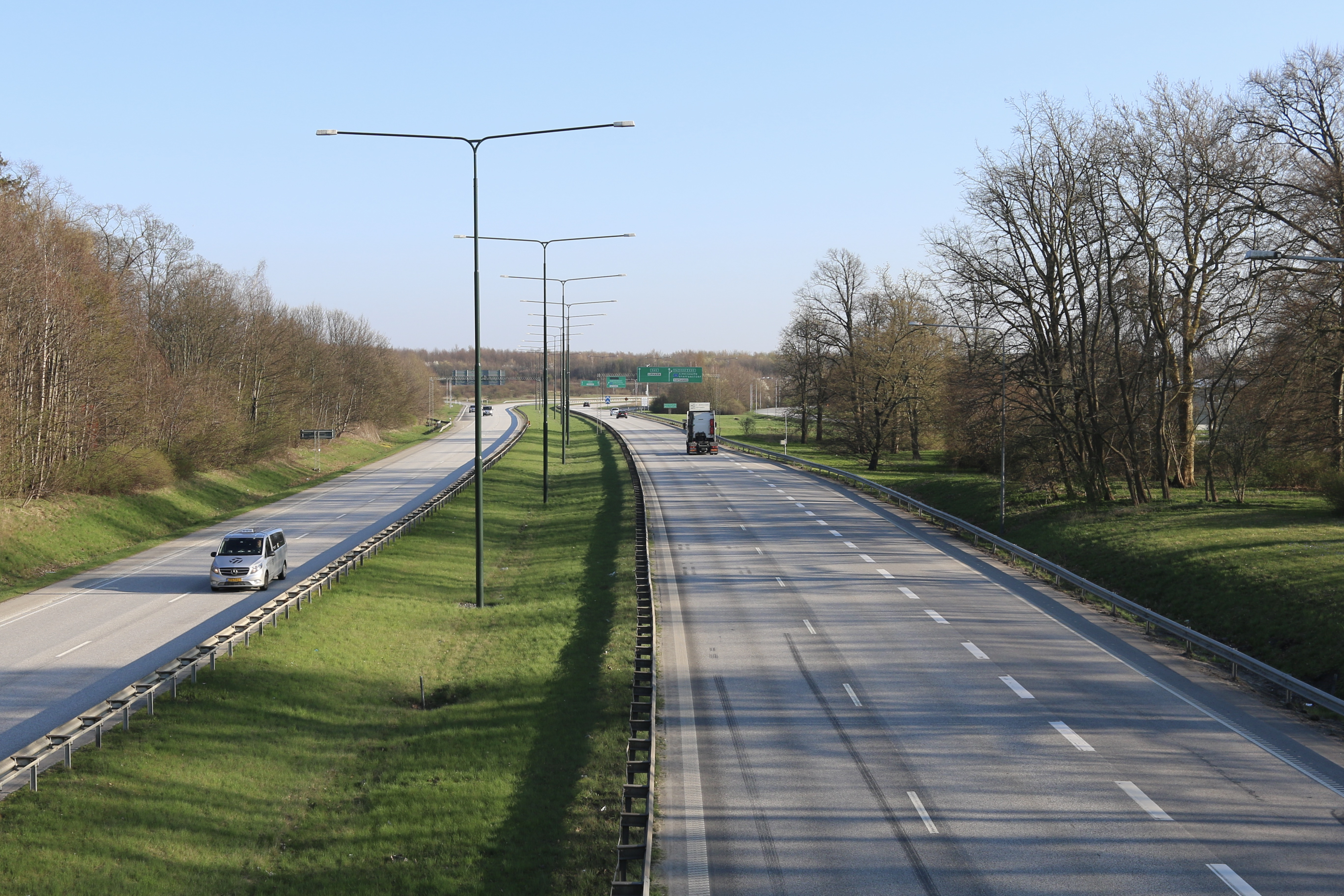
Inre Ringvägen

Inre Ringvägen är en motorväg i Malmö som från början byggdes för att leda trafik, främst från de olika motorvägar som leder till staden, förbi stadens centrala delar. Inre Ringvägen invigdes i november 1974 och blev under sin tid Malmös motorvägsringled. Vägen var också avsedd att leda genomfartstrafik från de olika motorvägarna till de färjor som gick till Dragör och Trelleborg. Den har på senare år tappat en stor del av sin ursprungliga funktion, eftersom Yttre Ringvägen har tillkommit (år 2000) med samma syfte. Inre Ringvägen är numera istället en lokal motorväg som leder trafik till och från olika stadsdelar i Malmö. Inre Ringvägen har dessutom överförts till kommunal ägo, blivit en kommunal väg. 
Vägen är mycket trafikerad, och i rusningstid kan det vara svårt att komma av vägen, vilket märks i form av köer på själva motorvägen. Mest trafik passerar söder om Sallerupsvägen, 56 000 fordon/dygn.
Inre Ringvägen byggdes om mellan trafikplats Hyllie och trafikplats Lindeborg 2005–2006. Den dåvarande motortrafikleden med mötande trafik försågs med en körbana till, för att få två mötesseparerade körbanor med två körfält i vardera riktningen. Skyltningen är fortfarande motortrafikled.
Vägen har haft namnet Inre Ringvägen ända sedan den byggdes och en yttre led fanns i planeringen under lång tid till Yttre Ringvägen blev klar år 2000.

## Trafikplatser
|  | Nr | Namn                     | Skyltning                                            |
|  | -- | ------------------------ | ---------------------------------------------------- |
|  |    | Trafikplats Hyllie       | Tygelsjö, Centrum, Svågertorp, Hyllievång, Lindeborg |
|  |    | Trafikplats Lindeborg    | Göteborg, Kalmar, Trelleborg, Köpenhamn, Centrum     |
|  |    | Trafikplats Söderkulla   | Almvik, Söderkulla                                   |
|  |    | Trafikplats Fosieby      | Fosieby, Lindängen                                   |
|  |    | Trafikplats Hindby       | Ystad, Sturup, Oxie, Dalaplan, Jägersro              |
|  |    | Trafikplats Rosengård    | Höja, Rosengård, Centrum                             |
|  |    | Trafikplats Videdal      | Klågerup, Värnhemstorget, Bulltofta                  |
|  |    | Trafikplats Bulltofta    | Staffanstorp Simrishamn, Toftanäs                    |
|  |    | Trafikplats Valdemarsro  | Bulltofta, Valdemarsro                               |
|  |    | Trafikplats Sege         | Göteborg, Kalmar, Lund, Arlöv(E22.10)                |
|  |    | Trafikplats Spillepengen | Centrum, Oljehamnen, Lomma                           |